# Аккомодация (фонетика)
Аккомода́ция (от лат. accommodatio — приспособление) — один из видов комбинаторных изменений звуков, состоящий в частичном приспособлении артикуляций смежных согласного и гласного. Аккомодация может быть прогрессивной или регрессивной.
Для одних языков характерна аккомодация гласных согласным, как, например, в русском языке, где гласные заднего или среднего ряда [a], [o], [у] после мягких согласных становятся более передними (рад—ряд, лот—лёд, лук—люк), для других — согласных гласным, например, в персидском языке, где перед передними гласными согласные палатализуются. В первом случае звук меняет свой ряд на более передний в экскурсии, во втором случает меняет ряд на более передний в рекурсии. Бывает также двусторонняя аккомодация — это изменение ряда гласного звука как в экскурсии, так и в рекурсии.
Иногда аккомодацию противопоставляют коартикуляции как частичное наложение артикуляции (охватывает только экскурсию или рекурсию звука) полному (накладывается на все этапы артикуляции звука). Однако часто эти термины употребляются как синонимы.